# Руслиця угорська
Руслиця угорська (Elatine hungarica) — вид трав'янистих рослин з родини руслицеві (Elatinaceae), поширений у Європі й у Сибіру.

## Опис
Однорічна рослина 2–6 см завдовжки. Листки довгасто-ланцетні або довгасто-овальні, тупі, здебільшого черешкові. Квітки на ніжках. Віночок коротший від чашечки. Листки 4–6 мм завдовжки. Коробочка сплюснуто-куляста, 4-гнізда, багатонасінна. Розмножується вегетативно.

## Поширення
Поширений у Європі (Угорщина, Молдова, Румунія, Південноєвропейська Росія, Сербія, Словаччина, Україна) й у Сибіру.
В Україні вид зростає на берегах водойм, у канавах, воді — у Закарпатті, Степу (на півдні), рідко. У ЧКУ має статус «Вразливий». Охороняється у БЗ «Асканія-Нова».